# Маликов, Роман Михайлович
Роман (Рауф) Михайлович Маликов (родился 24 июня 1959 года) — советский и российский регбист, выступавший на позиции хукера (номер 2) и правого пропа (номер 3). Мастер спорта СССР (1980), мастер спорта СССР международного класса (1985).

## Биография
Воспитанник школы клуба «Звезда» города Фергана, первый тренер — Константин Назаров. Начинал выступления за «Звезду» в 1977 году, в 1979—1992 годах — игрок московского «Локомотива». В составе команды становился чемпионом СССР в 1983 году и серебряным призёром в 1980 году, выходил в финал Кубка СССР в розыгрышах сезонов 1980/1981 и 1984/1985. Неоднократно входил в число лучших регбистов страны. В 1993 году играл за Зенит-ЖЭСА из Зеленограда, с 1994 по 1998 годы игрок клуба «Фили».
В составе сборных СССР и России выступал с 1980 по 1992 годы, сыграл за сборную СССР 58 матчей и набрал 26 очков. Дебютный матч провёл 11 мая 1981 года против Испании. Серебряный призёр Трофея ФИРА (чемпионата Европы) в сезонах 1984/1985, 1985/1987, 1989/1990, бронзовый призёр трофея ФИРА в сезоне 1982/1983. В составе сборной СССР выигрывал турнир на приз газеты «Социалистическая индустрия» в 1980—1982 годах, турниры на призы Федерации регби СССР в 1984—1985 годах и на призы газеты «Советский спорт» в 1987—1989 годах. Участник турне сборной СССР по Новой Зеландии в 1991 году как игрок клуба «Эд-Ви». Последнюю игру за сборную СССР сыграл 3 ноября 1991 года против Италии. В 1992 году сыграл первый матч за сборную России против клуба «Барбарианс», представляя формально клуб «Алиса».
По состоянию на 2011 год был главным тренером регбийной ДЮСШ МГДТДМ в Марьино: школа была открыта в 2001 году. В том же году в тандеме с Виталием Сорокиным привёл юношескую сборную России (до 19 лет) к серебряным медалям чемпионата Европы.

## Комментарии
1. ↑  В некоторых источниках упоминается именно как Рауф Маликов[2][3]
2. ↑  По данным ESPN — 25 октября против Италии[7]
3. ↑  ESPN ошибочно называет дату 17 марта 1991 года и матч против Франции в качестве последнего матча[7]